# Noord-Korea op de Olympische Winterspelen 2006
Noord-Korea nam deel aan de Olympische Winterspelen 2006 in Turijn, Italië. Zes sporters namen deel in twee takken van sport.
Er werden geen medailles toegevoegd aan de zilveren medaille door Han Pil-hwa behaald op de Winterspelen van 1964 (3000m) en de bronzen medaille door Hwang Ok-sil behaald op de Winterspelen van 1992 (500m).

## Deelnemers
| Sport              | Naam                            | Discipline | Klassering | Resultaten                                                           |
| ------------------ | ------------------------------- | ---------- | ---------- | -------------------------------------------------------------------- |
| Kunstschaatsen     | Han Jong-in                     | Mannen     | 30e        | korte kür 42.11 pnt.                                                 |
| Kunstschaatsen     | Kim Yong-suk                    | Vrouwen    | 27e        | korte kür 39.16 pnt.                                                 |
| Kunstschaatsen     | Phyo Yong-myong Jong Hyong-hyok | Paren      | -          | korte kür 33.63 pnt. ( tzt voor vrije kür wegens blessure van Phyo ) |
| Shorttrack vrouwen | Jong Suk-yim                    | 500m       | -          | kwalificatie: 3e in heat 6                                           |
| Shorttrack vrouwen | Ri Hyang-mi                     | 500m 1000m | - -        | kwalificatie: dq in heat 8 kwalificatie: 3e in heat 1                |

Albanië · Algerije · Amerikaanse Maagdeneilanden · Andorra · Argentinië · Armenië · Australië · Azerbeidzjan · België · Bermuda · Bosnië en Herzegovina · Brazilië · Bulgarije · Canada · Chili · China · Chinees Taipei · Costa Rica · Cyprus · Denemarken · Duitsland · Estland · Ethiopië · Finland · Frankrijk · Georgië · Griekenland · Groot-Brittannië · Hongarije · Hongkong · Ierland · IJsland · India · Iran · Israël · Italië · Japan · Kazachstan · Kenia · Kirgizië · Kroatië · Letland · Libanon · Liechtenstein · Litouwen · Luxemburg · Macedonië · Madagaskar · Moldavië · Monaco · Mongolië · Nederland · Nepal · Nieuw-Zeeland · Noord-Korea · Noorwegen · Oekraïne · Oezbekistan · Oostenrijk · Polen · Portugal · Roemenië · Rusland · San Marino · Senegal · Servië en Montenegro · Slovenië · Slowakije · Spanje · Tadzjikistan · Thailand · Tsjechië · Turkije · Venezuela · Verenigde Staten · Wit-Rusland · Zuid-Afrika · Zuid-Korea · Zweden · Zwitserland